# Richard Gunn
Richard Gunn (n. 16 februarie 1871, Londra, Regatul Unit al Marii Britanii și Irlandei – d. 23 iunie 1961, County of London⁠(d), Anglia, Regatul Unit) a fost un boxer ce a reprezentat Regatul Unit al Marii Britanii și al Irlandei de Nord, medaliat olimpic. A participat la o ediție a Jocurilor Olimpice (1908) în care a câștigat o medalie de aur.

## Participări
Lista de mai jos prezintă principalele competiții la care a participat Richard Gunn de-a lungul carierei.
- boxing at the 1908 Summer Olympics – featherweight[*]